# Journal of the American Psychoanalytic Association
The Journal of the American Psychoanalytic Association est une revue scientifique bimestrielle à comité de lecture, créée en 1953 et qui traite de questions liées au domaine de la santé, dans une perspective psychanalytique. Elle est la revue officielle de l'American Psychoanalytic Association (Apsaa).

## Histoire
La revue est fondée en tant que bulletin de l'Association de psychanalyse américaine (Apsaa). Elle en est l'organe officiel, et a pour mission de publier des articles de recherche concernant la théorie et la clinique psychanalytique, et l'histoire de la psychanalyse. Abraham Kagan, le fondateur de l'International Universities Press en devient l'éditeur. Jim Frosch, puis Harold Blum (1974-1983), Theodore Shapiro (1984-1993) et Arnold Richards se succèdent comme rédacteurs-en-chef. Bonnie E. Litowitz est l'actuel rédacteur-en-chef,.
Phyllis Greenacre, Charles Fisher, Kurt R. Eissler, Margaret Mahler publient des articles dans les premiers numéros de la revue. La revue publie quatre monographies, et des suppléments, notamment sur la psychologie féminine (1976), la technique analytique (1979), les notions de défense et de résistance (1983), les ouvrages de psychanalyse (1985), l'affect (1991), la recherche psychanalytique (1983). Elle publie une rubrique sur l'actualité de la littérature du champ psychanalytique et souhaite contribuer à l'échange d'idées et mettre en évidence les apports psychanalytiques pour la compréhension des problèmes sociaux importantes.
Les membres du comité sont désignés par le comité lui-même, puis ils sont élus par le conseil exécutif de l'Association.

## Indexation
Selon le Journal Citation Reports, la revue a en 2016 un facteur d'impact de 0.395, ce qui la classe 132e/139 pour les revues de psychiatrie et 9e/13 pour les revues de psychologie et psychanalyse (SSCI). Elle est indexée par Scopus, Social Sciences Citation Index, PsycINFO et figure sur la liste des revues qualifiantes en psychologie établie par l'HCERES/CNU (2011). 

## Publications de la revue
- Heinz Hartmann, Ego Psychology and the problem of Adaptation, International Universities Press, 1964  (ISBN 978-0823616008)
- Edith Jacobson, The Self and th Object World, International Universities Press, 1964  (ISBN 978-0823660605)
- Max Schur, The Id and the Regulatory Principles of Mental Functioning, International Universities Press, 1966  (ISBN 978-0823624409)
- Jacob A. Arlow & Charles Brenner, Psychoanalytic Concepts and the Structural Theory, International Universities Press, 1972  (ISBN 978-0823650606)